# 청렴연수원
청렴연수원(淸廉硏修院)은 부패방지 및 국민권익 교육에 관한 사무를 관장하는 대한민국 국민권익위원회의 소속기관이다. 2012년 10월 25일 발족하였으며, 충청북도 청주시 서원구 구룡산로 357에 위치하고 있다. 원장은 부이사관·서기관 또는 기술서기관으로 보한다.

## 연혁
- 2008년 2월 29일: 국민권익위원회 부패방지부에 청렴교육과 설치.[3]
- 2009년 5월 13일: 부패방지국 소속으로 변경.[4]
- 2012년 10월 25일: 국민권익위원회 직속 청렴연수원으로 독립.[5]

## 조직

### 원장
- 교육지원과[6]
- 교육운영과[6]